# くまのパディントン
くまのパディントン（Paddington Bear）は、イギリスの作家マイケル・ボンドの児童文学作品に登場する架空のクマのキャラクター。1958年10月13日に出版された『くまのパディントン／A Bear Called Paddington』で登場し、以後一連の作品の主人公である。このオリジナルのパディントンはペギー・フォートナムの手によって描かれた。70の作品が30の言語で出版されており、全世界で3000万部を売り上げている。日本で最初に刊行されたのは1967年、福音館書店からである。

## あらすじ
パディントンはパディントン駅で古ぼけたスーツケースの上に座っているところをブラウン夫妻に発見される。彼のコートには「このくまをよろしくお願いします」（"Please look after this bear. Thank you."）と書かれた札がついていた。彼はルーシーおばさんによって「暗黒の地ペルー」から送られてきた密航者として到着したのである。ブラウン一家に自分のスペイン語の名前は「発音しにくい」ことを伝えると、一家は彼のことを出会った駅名をとってパディントンと呼ぶことにした。一家は彼をポートベロー・ロード近くのウィンザー・ガーデン32番地にある自宅へ連れて行く。パディントンは礼儀正しい紳士的なくまであるが、彼のまわりではひっきりなしにトラブルが巻き起こってゆく。何とか上手くいくように努力し、最後には丸くおさまっていく。ペルーから来たマーマレードが大好きなクマのイギリスでのドタバタ騒動がつづられていく。

## 逸話

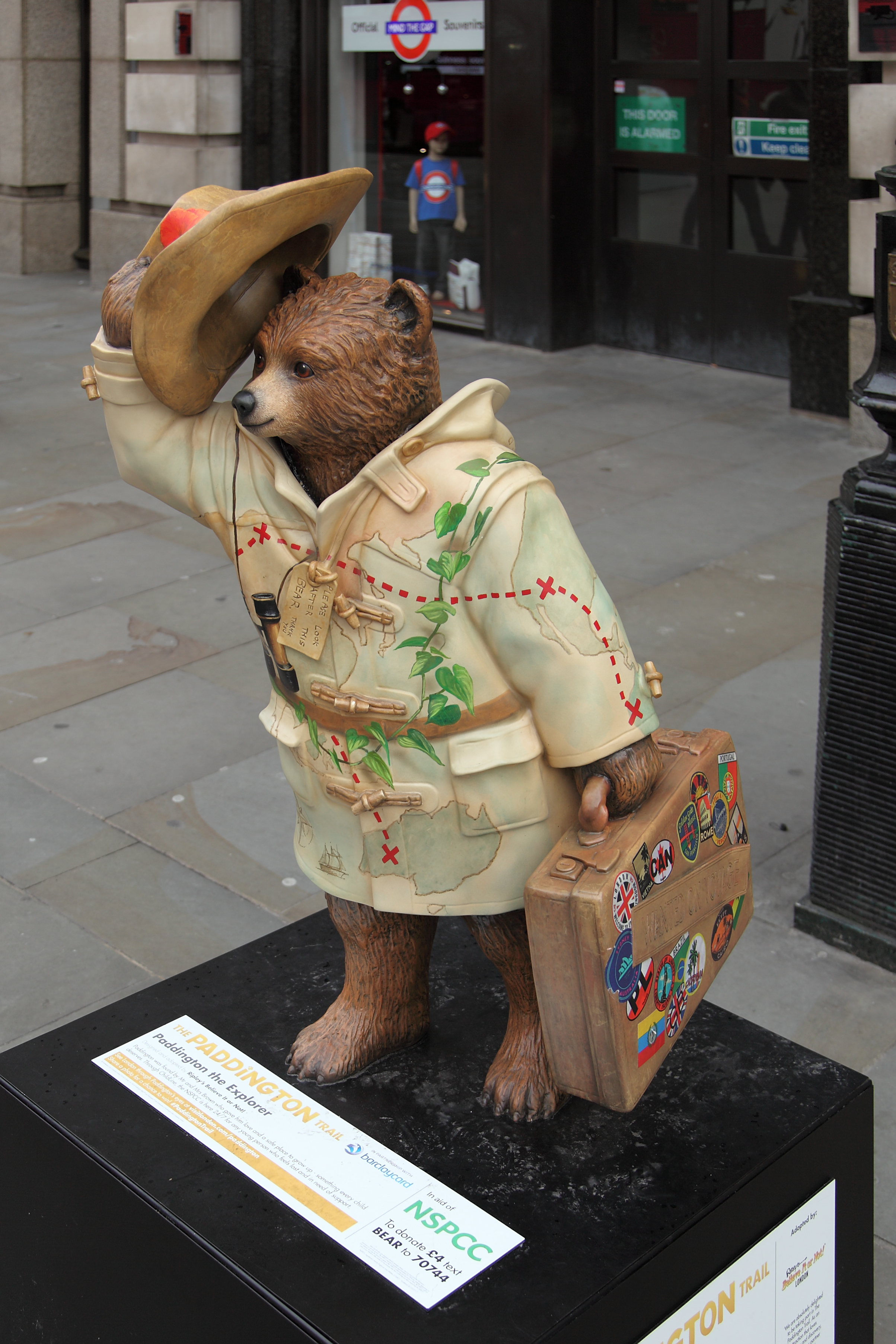
2014年11月と12月にロンドンのパディントントレイルのイベントでクライテリオンシアターにリプリーズビリーブイットオアノット！によって設置された彫刻

くまのパディントンは作者のマイケル・ボンドが1956年のクリスマス・イブに妻へのプレゼントとして購入した一匹のクマのぬいぐるみが元になっている。マイケルはこのぬいぐるみに当時パディントン駅近くに住んでいたことからパディントンと名づけた。彼はクマの話を思いつき、10日のうちに最初の『パディントン』がこの世に生み出された。この作品は『くまのパディントン／A Bear Called Paddington』として1958年10月13日に発行された。
作者のマイケルはパディントンがブラウン夫妻に出会うシーンは子供のときに体験した思い出を元にしたと語っている。第二次世界大戦時にロンドンから疎開してきた子供たちが名札を首からぶら下げて、スーツケースを持ってたたずんでいる映像を、ニュース映画で見たことが原体験となっている。
マイケルは当初「暗黒の地アフリカ」からはるばるやってきた設定にする予定だったが、アフリカにはクマがいないことを知らされ、パディントンの出身地はメガネグマの棲むペルーに変更となった。
エリザベス2世が2022年9月8日死去したのを受けて、パディントンは追悼のメッセージをTwitterで発表した
。 
パディントンとエリザベス2世は2022年6月4日に行われた「エリザベス女王即位70周年祝賀コンサート(プラチナ・ジュビリー)」のオープニング動画で共演したばかりであった。このオープニング動画で英国映画テレビ芸術アカデミーTV部門の「記憶に残る瞬間賞」を受賞

## ぬいぐるみ

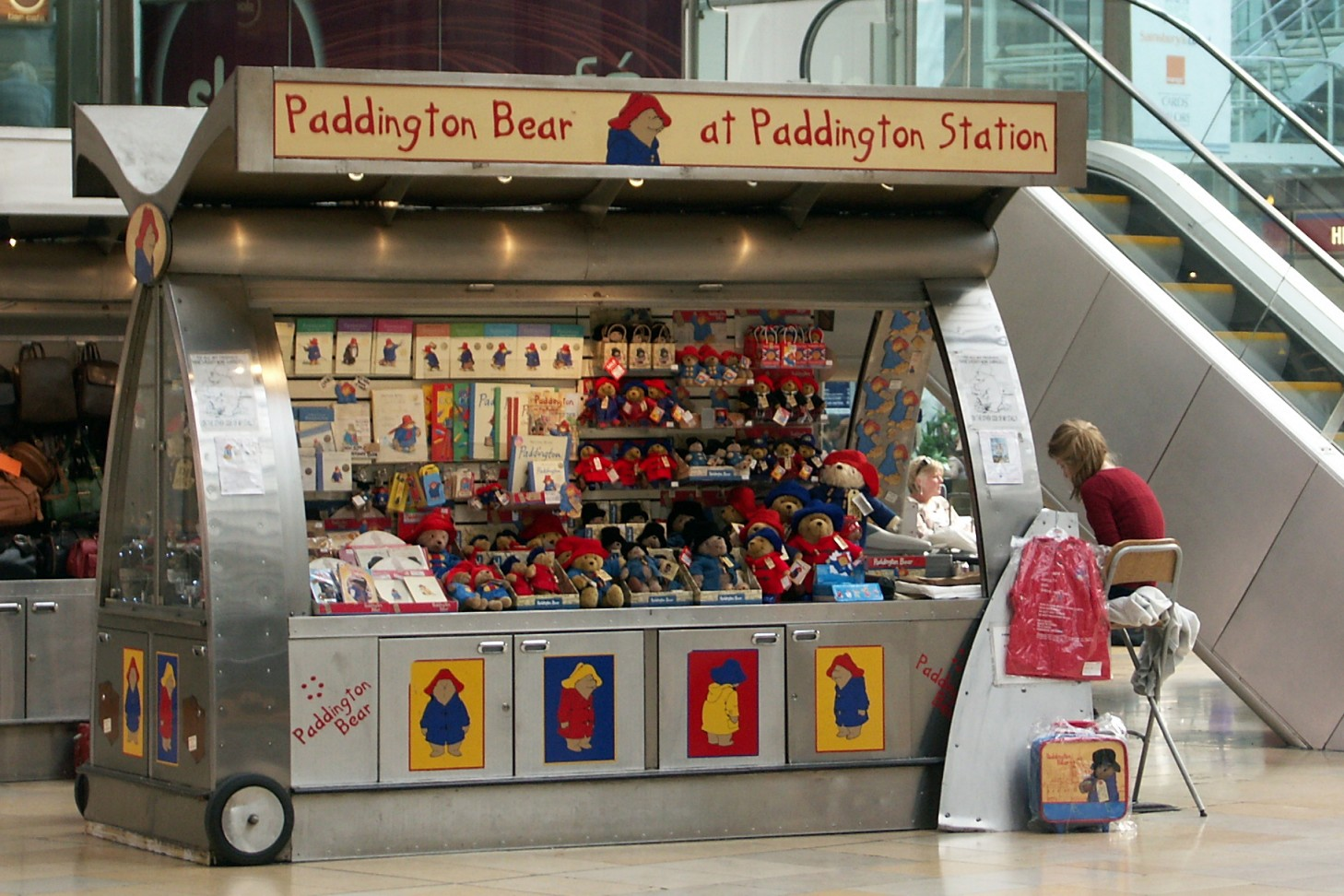
パディントン駅で販売されるパディントンのぬいぐるみ

初めての商用ベースでのパディントンのぬいぐるみは1972年にガブリエル・デザインズによって製作された。経営者のクラークソンは子供のジョアンナとジェレミーに、ぬいぐるみの試作品をクリスマスプレゼントとしている。この際ぬいぐるみが直立できるようにウェリントン・ブーツを履かせるようになった（パディントンは1964年の『パディントンの煙突掃除／Paddington Marches on』でクリスマスにウェリントン・ブーツをもらっている）。初期のブーツはダンロップ（Dunlop Rubber)製の小さな子供用ブーツであった。しかし供給が追いつかなくなり、靴底に足跡のついたオリジナルのものを使用するようになった。ガブリエル・デザインズはマイケル・ボンドからライセンスを与えられ、彼らが販売したパディントンのぬいぐるみは大ヒット商品となった。しかしライセンス契約を結んでいない海賊製品も出回りガブリエル・デザインズはその対応に追われることになった。経営者であったシャーリー・クラークソンは後に著書でその顛末を記している。

## 登場人物
- ブラウン家の住人
  - 父：ブラウンさん（ヘンリー）
  - 母：ブラウンさんの奥さん（メリー）
  - 息子：ジョナサン
  - 娘：ジュディ
  - 家政婦：バードさん（小言も多いが、パディントンのことを一番理解している。）
  - 居候：パディントン
- 隣人
  - カリー氏（けちで意地悪。よく人の真似をしたがる。パディントンを「クマ公」と呼び、一応悪者代表だが、特に差別しているとか嫌っているとかではないようである。パディントンが病気のときはお見舞いに来るなど、優しい一面も見せる。）
- ポートベロ通り商店街（普段お買い物に行く商店街。）
  - 骨董屋
    - グルーバーさん（ココアと菓子パンをパディントンにおごってくれる友達。パディントンを「ブラウンのだんな」と呼ぶ。）
- 暗黒の地ペルー（理由は不明だがパディントンがそう呼んでいる。首都はリマ。パディントンの出生地。）
  - リマの老グマホーム
    - ルーシーおばさん（老グマホームに入るにあたって、パディントンに英語を教え、イギリスに送り出した。）

## 書籍
第1作『くまのパディントン A Bear Called Paddington』が1958年に出版され、その後メインシリーズの短編集14冊、シリーズ外の短編集、さらに多くの絵本などが出版されている。日本ではメインシリーズの短編集は第10作までが福音館書店から（松岡享子 訳）、第11作から第13作はWAVE出版から（三辺律子訳）出版されている。
- 第1作『くまのパディントン／A Bear Called Paddington』
- 第2作『パディントンのクリスマス／More About Paddington』
- 第3作『パディントンの一周年記念／Paddington Helps Out』
- 第4作『パディントンフランスへ／Paddington Abroad』
- 第5作『パディントンとテレビ／Paddington at Large』
- 第6作『パディントンの煙突掃除／Paddington Marches on』
- 第7作『パディントン妙技公開／Paddington at Work』
- 第8作『パディントン街へ行く／Paddington Goes to Town』
- 第9作『パディントンのラストダンス／Paddington Takes the Air』
- 第10作『パディントンの大切な家族／Paddington on Top』
- 第11作『パディントン、テストをうける／Paddington Takes the Test』(1979)
- 第12作『パディントンのどろぼう退治／Paddington Here and Now』(2008)
- 第13作『パディントン、映画に出る／Paddington Races Ahead』(2012)
- 第14作『Paddington's Finest Hour』(2017)
- 第15作『Paddington at St. Paul's』(2018)※六十周年記念作。遺作。

### メインシリーズ外の短編集
- 『Paddington's Blue Peter Story Book』(1973)
- 『Paddington on Screen』(1980)

### 絵本
2012年9月にR.W.アリー画の日本語翻訳絵本「クマのパディントン」が理論社から発売された。
- 『クマのパディントン』（木坂涼 訳）

## アニメ

### 人形アニメ（プチプチアニメ）版
BBCとフィルム・フェア・ロンドンがイギリスで1976年から1980年まで制作した。日本では1997年頃までNHK教育テレビの「プチプチアニメ」枠で放送。邦題『パディントン ベア』のタイトルで放送された。現在はDVDも発売されている。パディントンも含め、アニメ全体の語り部は下条アトムが務めている。

### セルアニメ（セルビデオ）版
1989年製作。ハンナ・バーベラ・プロダクション製作。日本ではセルビデオで公開された。パディントンの声はTARAKO、ブラウンさんは速水奨。

### セルアニメ（衛星アニメ劇場）版
(The Adventures of Paddington Bear) 1997年から2000年までの製作。カナダ・フランス合作で全3シ－ズン。日本では1999年4月6日から同年9月28日までにNHKBS2の「衛星アニメ劇場（火曜）」枠で放送された。
- 声の出演
  - パディントン - 藤原啓治
  - ヘンリー・ブラウン - 仲野裕
  - メアリー・ブラウン - 日野由利加
  - ジョナサン・ブラウン - 田口宏子
  - ジュディ・ブラウン - 中村千絵
  - バードさん - 定岡小百合
  - グルーバーさん - 宝亀克寿
  - カリーさん - 稲葉実
  - ルーシーおばさん - 磯辺万沙子
- 日本語版演出：高橋剛

### CGアニメ版
2019年から放送されているニコロデオンのテレビアニメ、スタジオ・カナル制作、イギリス・フランス合作。日本では『パディントンのぼうけん』のタイトルで2021年9月20日からAmazon Prime Video、Rakuten TVなどの動画配信サービスで配信される。日本語版のパディントンの声は羽多野渉。

## 映画
2014年にイギリス・フランスの共同製作によって実写映画化された。2017年には続編も製作されている。2024年には『パディントン 消えた黄金郷の秘密』が公開。

## 企業・団体での採用
パディントンのキャラクターは世界中で愛され、様々な企業・団体がパディントンを使用している。2008年10月13日のパディントン生誕50周年の際は、Googleはロゴにパディントンを描いている（Google Doodle）。日本でも多数の企業が商品のイメージキャラクターなどにパディントンを採用している。

### テーマパーク
2018年7月21日、世界初のパディントンベアのテーマパークとして、神奈川県相模原市の「さがみ湖リゾート プレジャーフォレスト（2024年さがみ湖MORI MORIに名称変更）」内に「パディントンタウン」がオープンした。

## ギャラリー

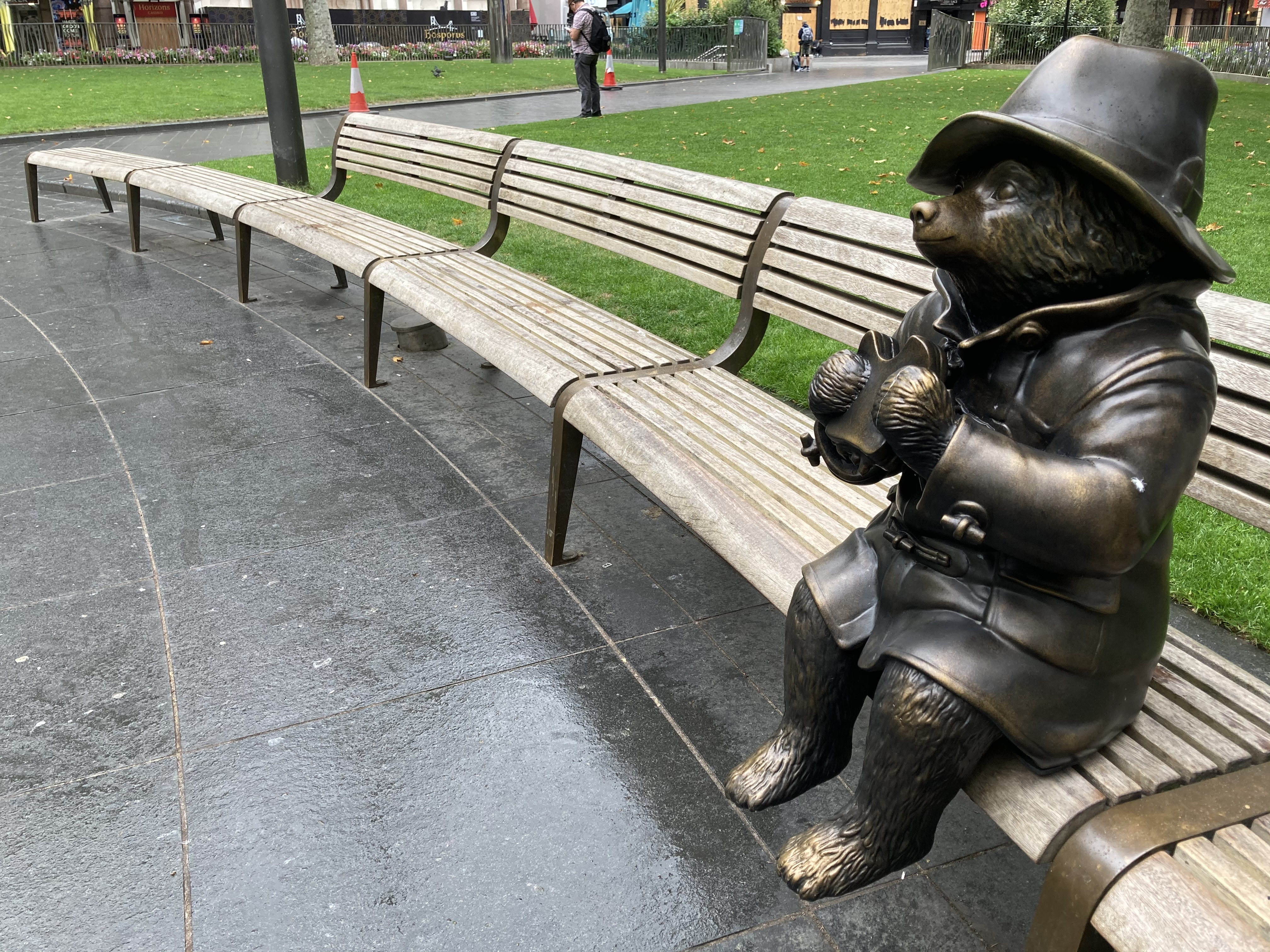
レスター・スクエアでサンドイッチを食べている銅像
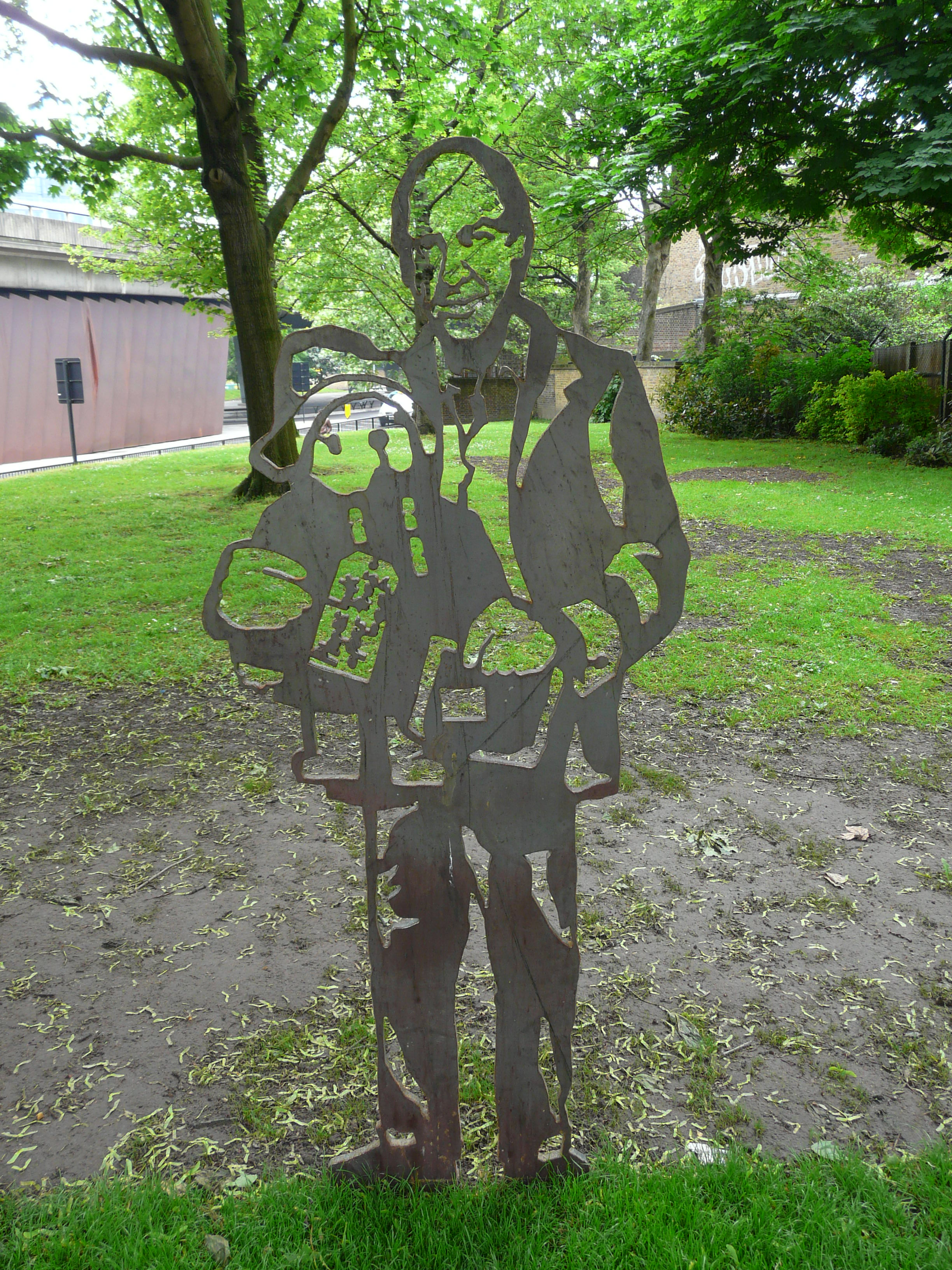
マイケル・ボンドとパディントン
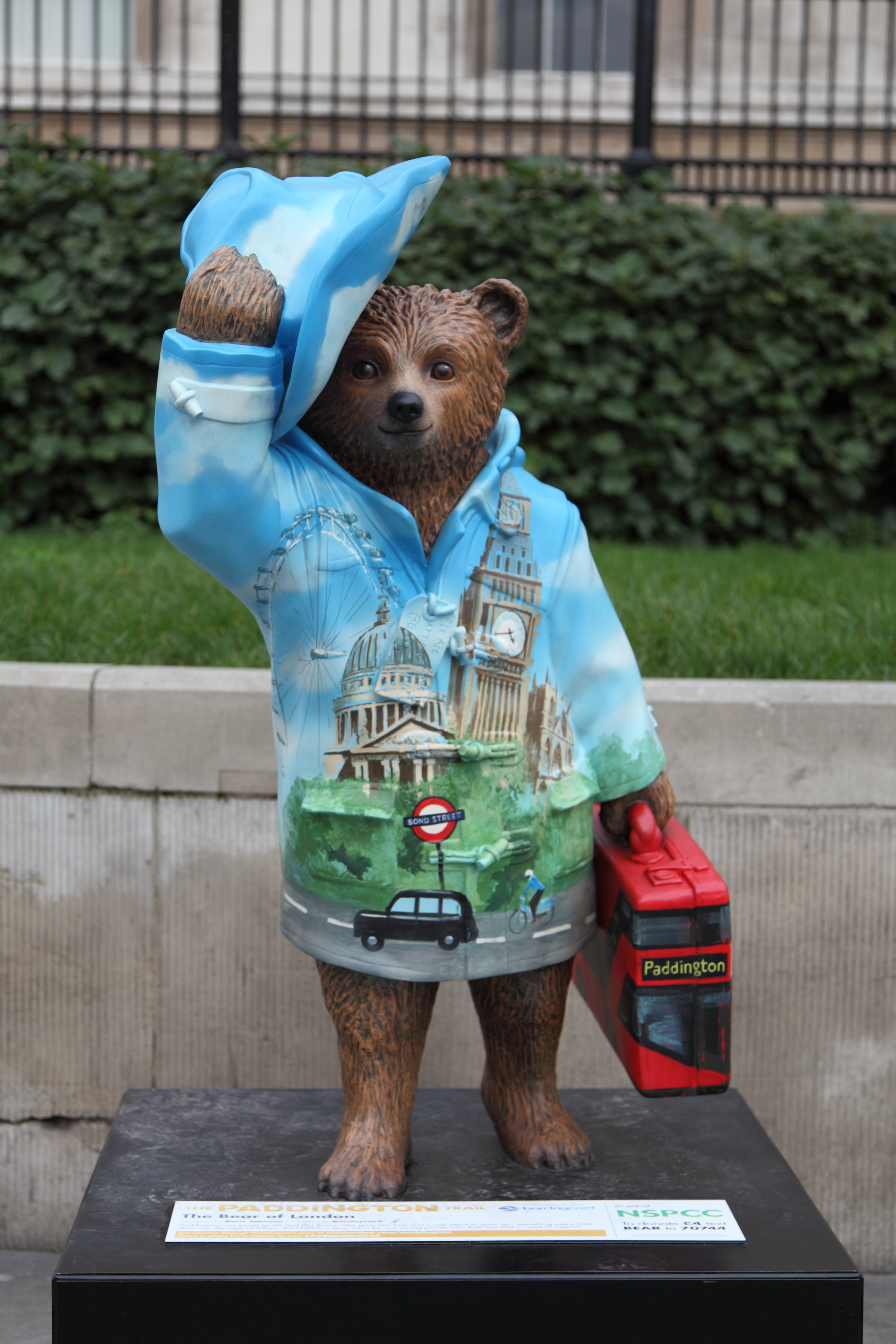
パディントントレイルのひとつ。ナショナル・ギャラリーに設置
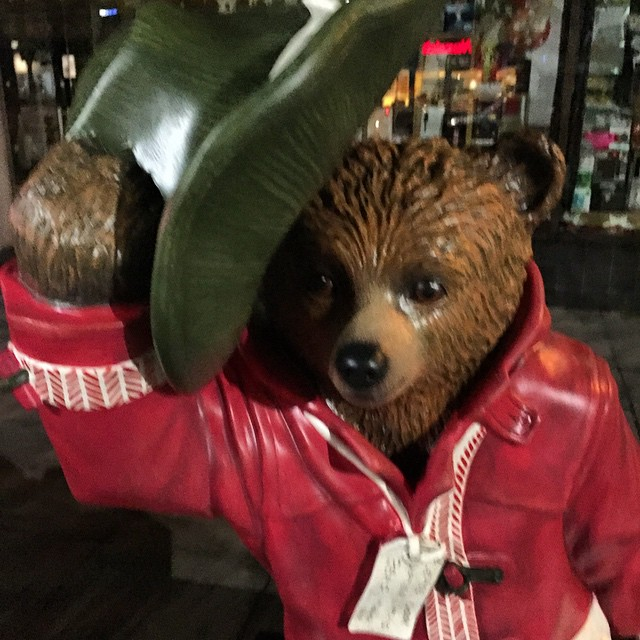
パディントントレイルのひとつ。
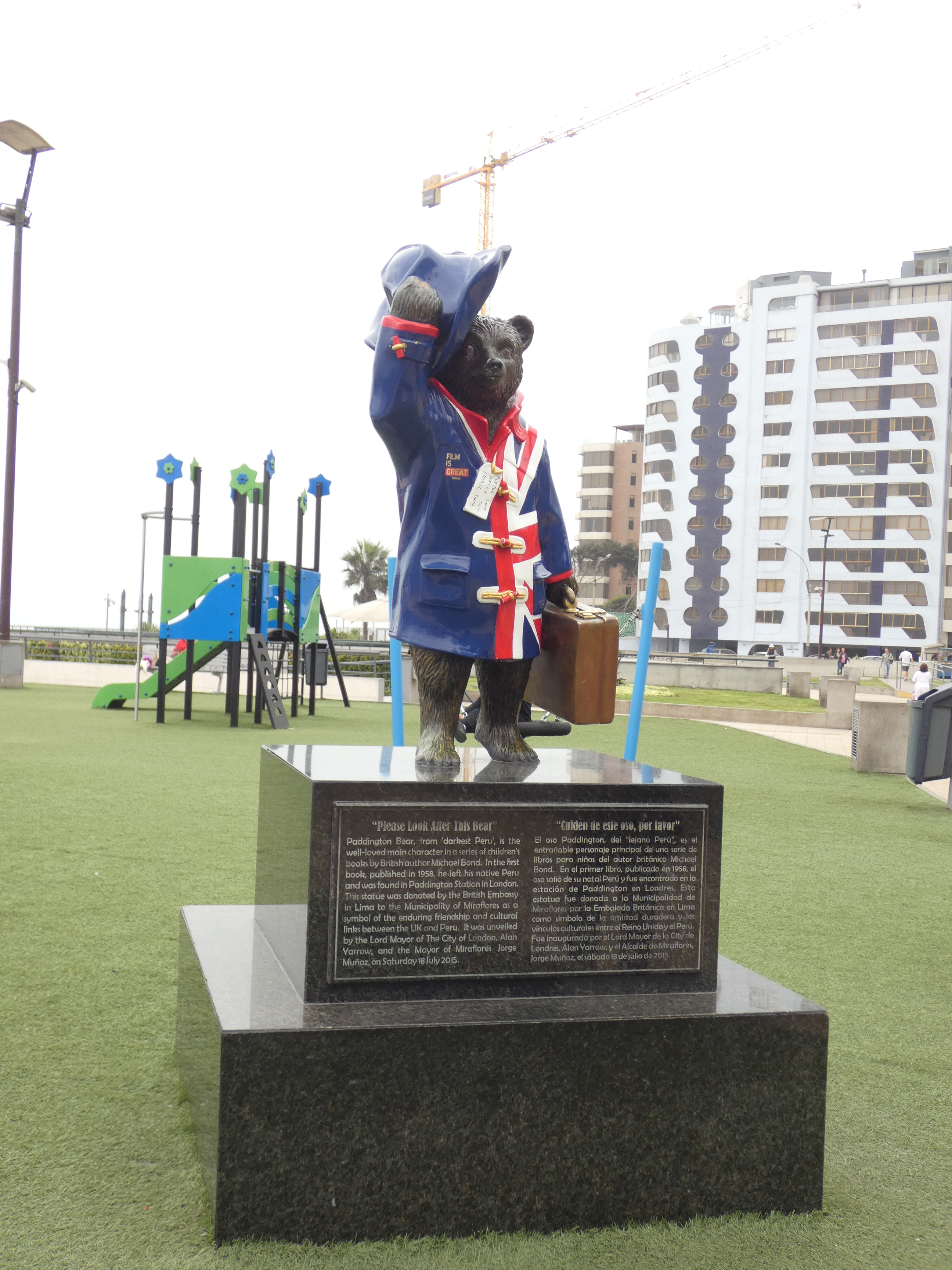
リマのミラフローレス地区（英語版）アルフレド・サラサル公園の彫刻
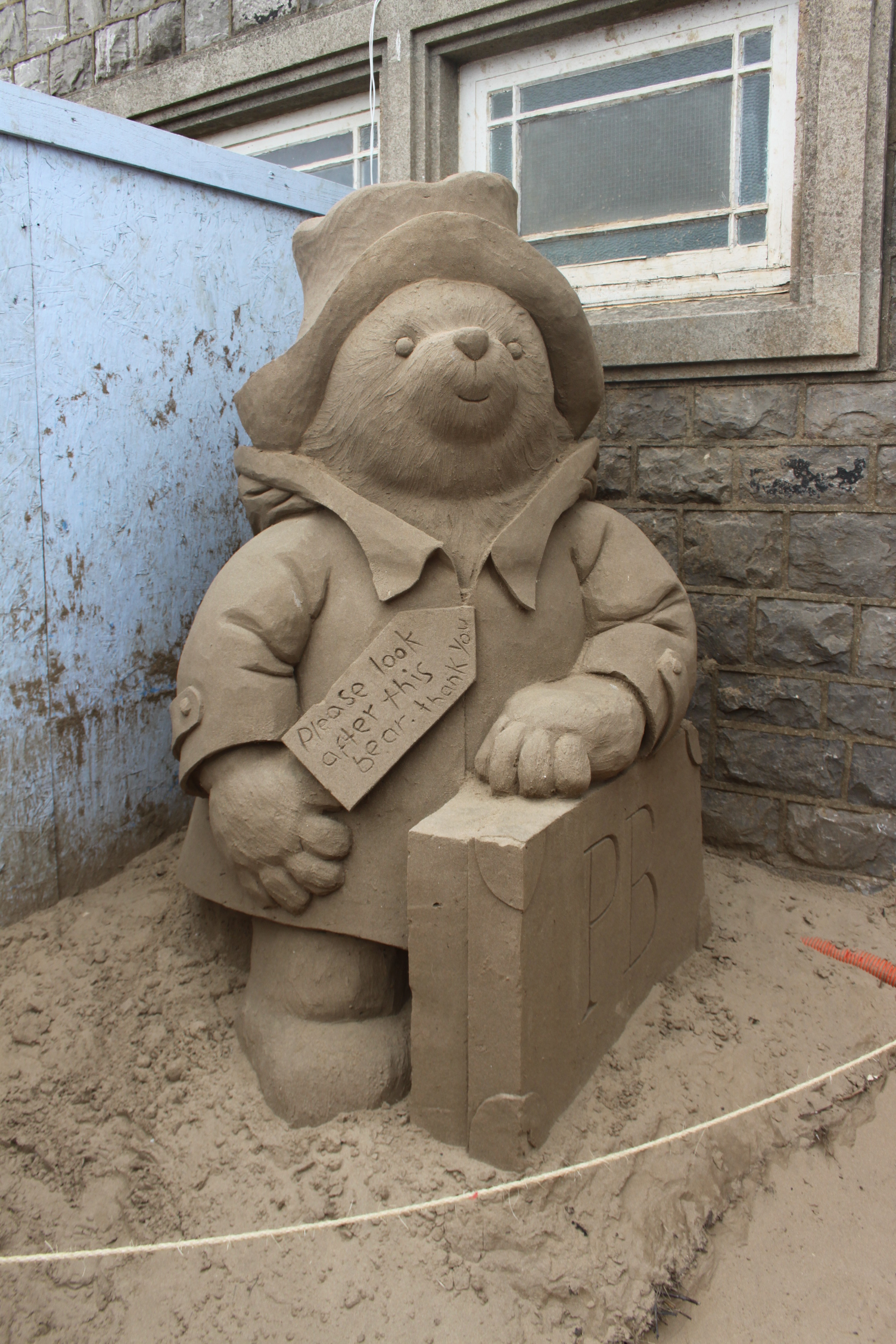
砂の彫刻
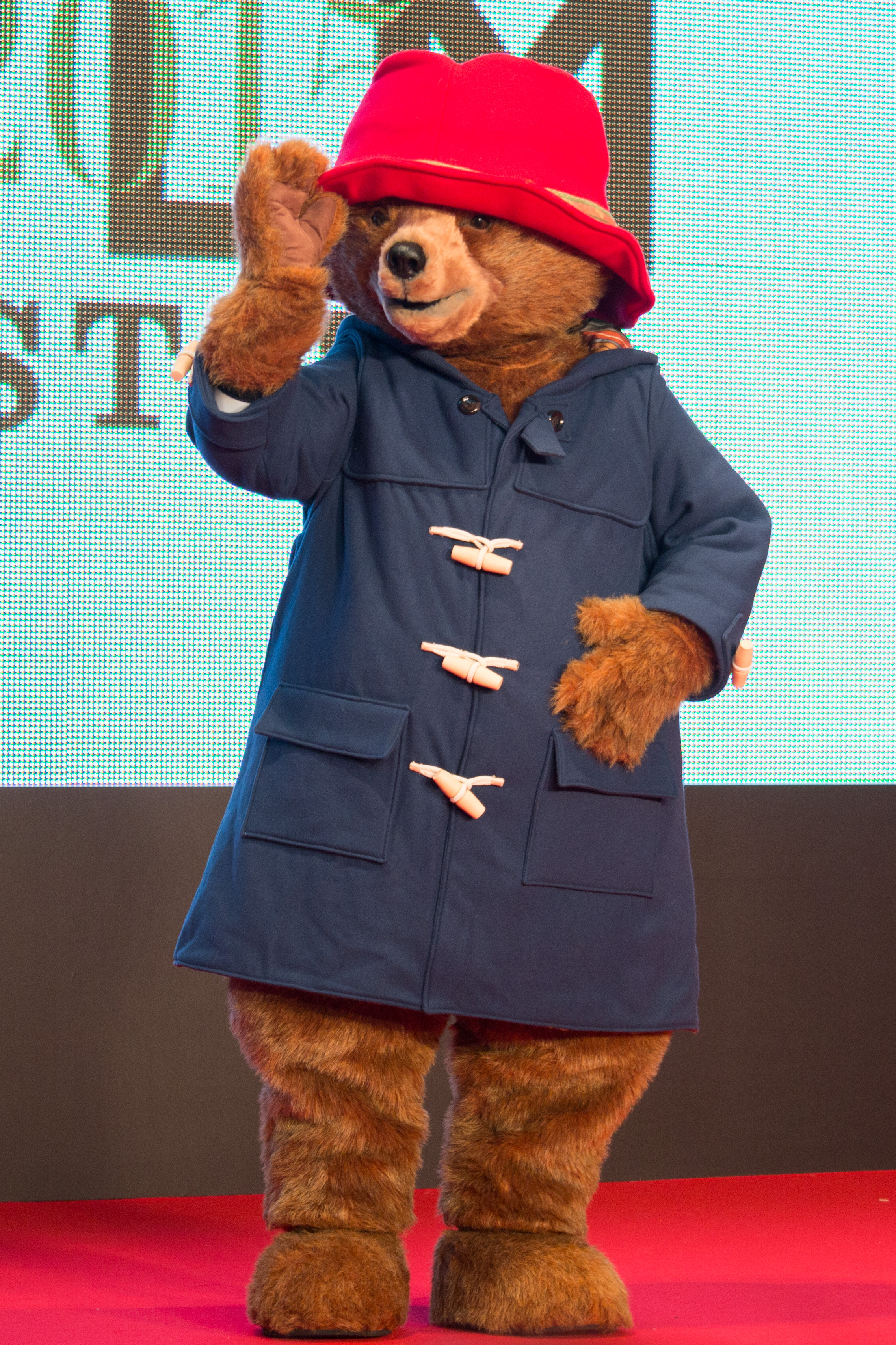
2015年の東京国際映画祭にて